# Badrzychowice
Badrzychowice – wieś w Polsce położona w województwie świętokrzyskim, w powiecie buskim, w gminie Nowy Korczyn.
Do 1954 roku siedziba gminy Grotniki. W latach 1975–1998 miejscowość administracyjnie należała do województwa kieleckiego.
Przez wieś przechodzi zielony szlak turystyczny z Wiślicy do Grochowisk.
Przez miejscowość przebiega droga wojewódzka nr 973.

## Części wsi
| SIMC    | Nazwa  | Rodzaj     |
| ------- | ------ | ---------- |
| 0255929 | Wesoła | przysiółek |

## Historia wsi
Badrzychowice, u Długosza Byedrzichowycze, w wieku XIX wieś w powiecie stopnickim.
W połowie XV wieku dziedzicem był Jan Rytwiański. Dziesięcinę z łanów kmiecych wartości do 8 grzywien pobierał biskup krakowski.
Dziesięcinę z folwarku odebrał dziedzic plebanowi w Strożyskach i nadał klasztorowi w Beszowej (Długosz L. B., II, 436).
W roku 1581 Biedrzychowice stanowiły własność Jakóba Secygniowskiego, pobór płacono od 6 łanów kmiecych, 1 zagrodnika, 1 komornika.
Przy Badrzechowicach istniała też Biedrzychowska Wola.